# Qingshan Shuiku
Qingshan Shuiku är en reservoar i Kina. Den ligger i provinsen Zhejiang, i den östra delen av landet, omkring 37 kilometer väster om provinshuvudstaden Hangzhou. Qingshan Shuiku ligger 22 meter över havet. Arean är 6,5 kvadratkilometer. I omgivningarna runt Qingshan Shuiku växer i huvudsak blandskog. Den sträcker sig 4,3 kilometer i nord-sydlig riktning, och 4,3 kilometer i öst-västlig riktning.
Genomsnittlig årsnederbörd är 2 072 millimeter. Den regnigaste månaden är juni, med i genomsnitt 365 mm nederbörd, och den torraste är januari, med 83 mm nederbörd.